# 托爾狙擊步槍
托爾（波蘭語：WKW Tor；又稱：威爾克，意為狼；WKW，意為：大口徑狙擊步槍）是一款由波兰槍械設計師亞歷山大·勒茹哈（Alexander Leżucha）所研製、位於塔爾努夫的武器製造商塔爾努夫機械廠所生產的現代重型犢牛式反器材狙擊步槍。當中「托爾」是它在波蘭軍隊的軍用稱號，而威爾克則是在研製計劃中的名稱。發射12.7×99毫米北約口徑（.50 BMG）制式步枪子彈。

## 歷史
2000年2月，新型反器材狙擊步槍的戰術和技術指標都獲得了波蘭軍隊的批准。這時，機械設備的研究和發展中心（簡稱：OBRSM塔爾努夫公司）的槍械設計師亞歷山大·勒茹哈領導的研究團隊分析全世界現有的該類型武器系統以後，判斷犢牛式連發型高精度步槍最為符合波蘭軍隊的要求。從那時起在研製計劃當中的該步槍的正式名稱為“Wielkokalibrowy Karabin Wyborowy Wilk ”（威爾克大口徑狙擊步槍）。
在2000年3月至2004年之間，波兰塔爾努夫機械廠研發這款反器材狙擊步槍。2002年，他倆製成了首枝新型步槍的原型；同年對該新型武器進行了首次射擊試驗。根據結果，對原型槍作出改進。在接下來的時間裡，威爾克接受了一系列的測試，並且根據測試結果繼續對該槍作出改進。
2005年，波蘭國防部先訂購10枝威爾克。隨著該狙擊步槍獲正式採用，波蘭軍隊的首批部隊正式裝備，並且命名為托爾。
2008年，波蘭國防部再向塔爾努夫機械廠增購30枝托爾狙擊步槍。

## 概述
WKW托爾反器材狙擊步槍為一枝犢牛式佈局的手動操作旋转后拉枪机式武器。它由裝在槍身與扳機後方的7發式可拆卸彈匣所供彈，並分別在護木前端與彈匣後方配有可折疊和可調節的兩腳架（連整體可折疊式提把）與可調節的大型後腳架。該槍並無機械瞄具（照門及準星），其標準瞄準設備是安裝在機匣頂部的MIL-STD-1913戰術導軌座以上的德製施密特-本德爾警用神槍手二型（英語：Police Marksman II，PM II）3—12×50毫米狙擊用途可變倍率光学瞄准镜；當然，亦可裝上其他日間／夜間光學狙擊鏡、紅點鏡／反射式瞄準鏡、全息瞄準鏡、棱鏡式瞄準鏡、夜視鏡或熱成像儀。

## 使用國
- 波蘭：購入80枝。
- 沙烏地阿拉伯：購入15枝。
- 乌克兰：2022年俄羅斯入侵烏克蘭期間由波蘭供應。
- 越南：購入50枝。

## 圖集

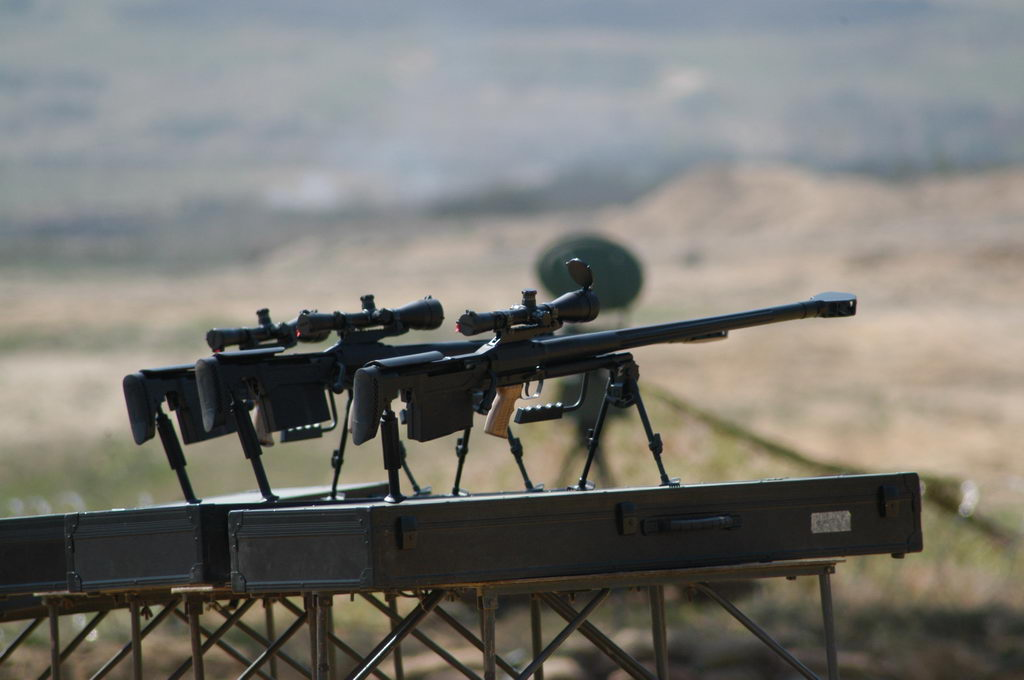
托爾12.7毫米狙擊步槍
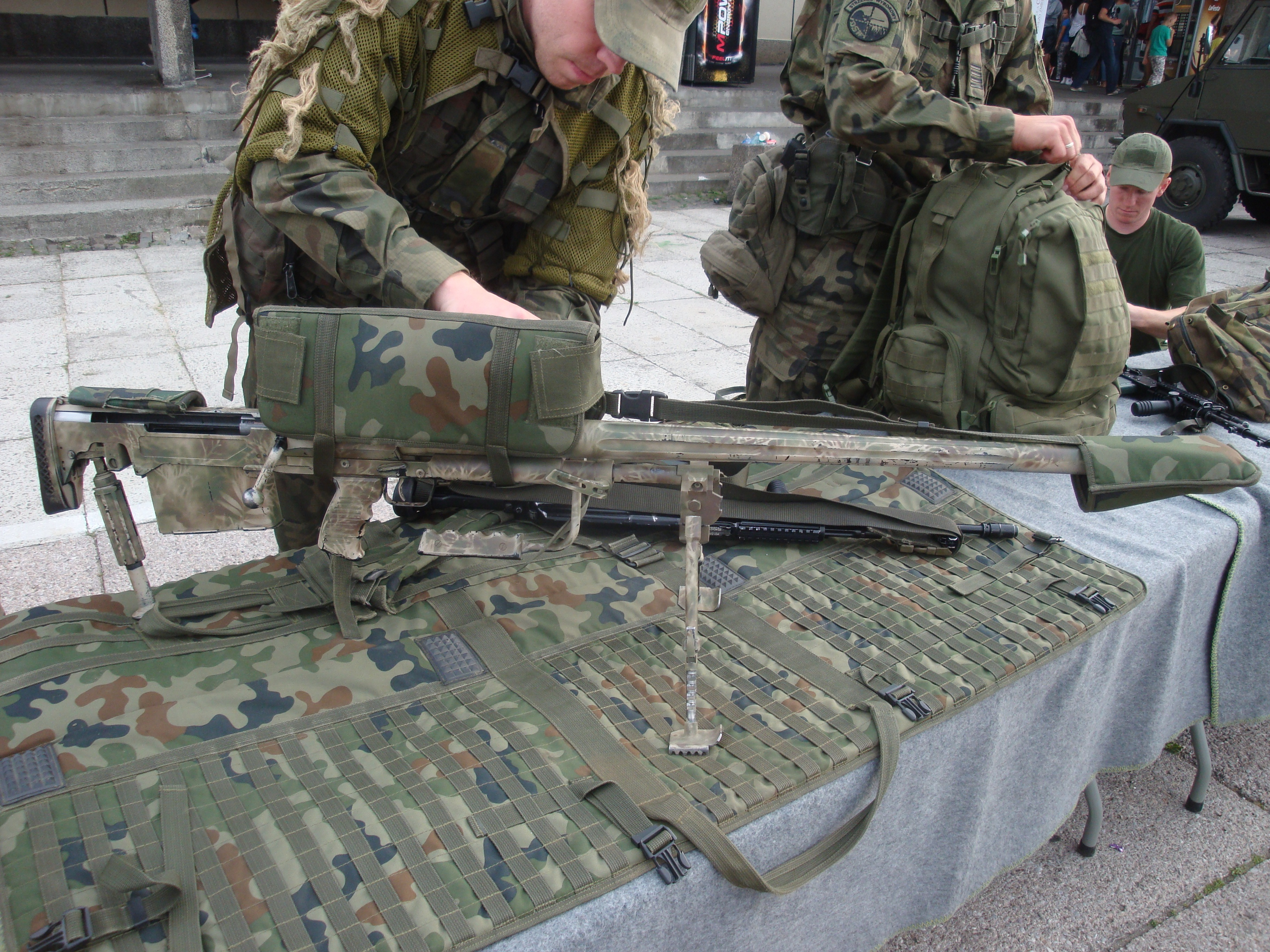
光学瞄准镜與制退器受包覆的托爾狙擊步槍
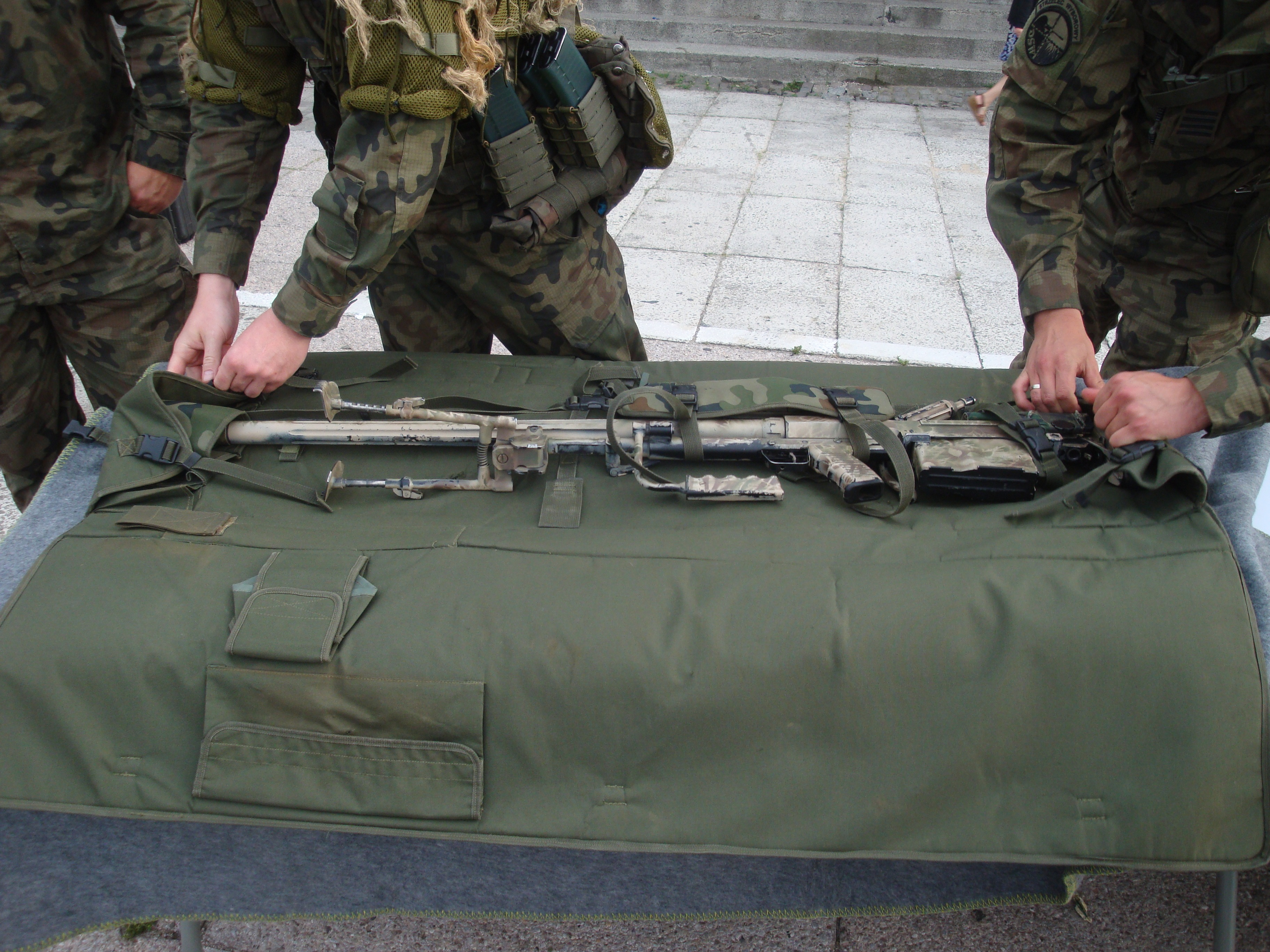
收入槍袋的托爾狙擊步槍
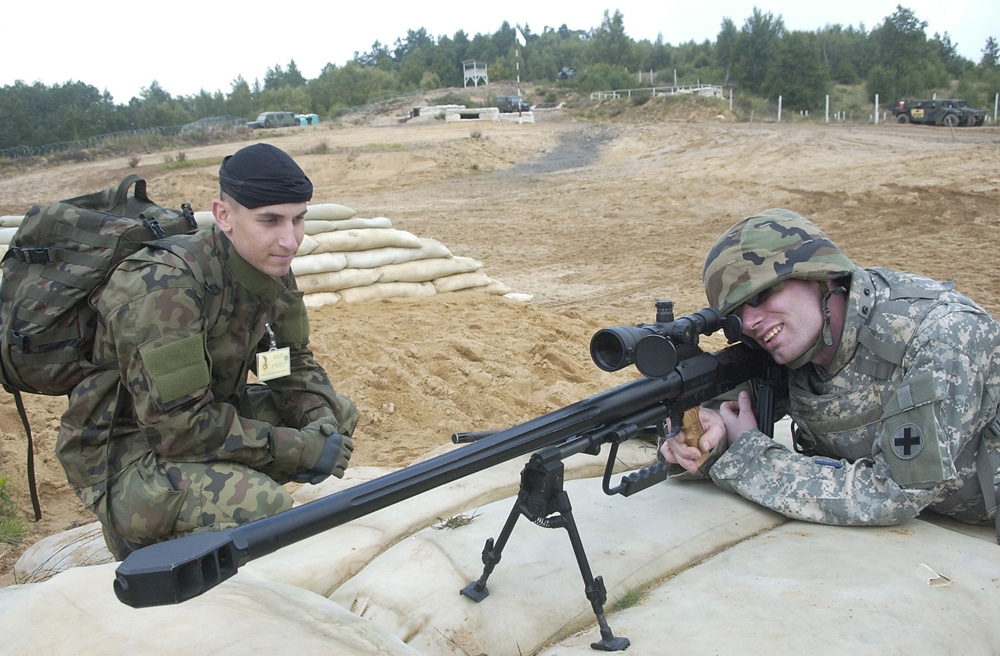
使用托爾狙擊步槍的波蘭士兵
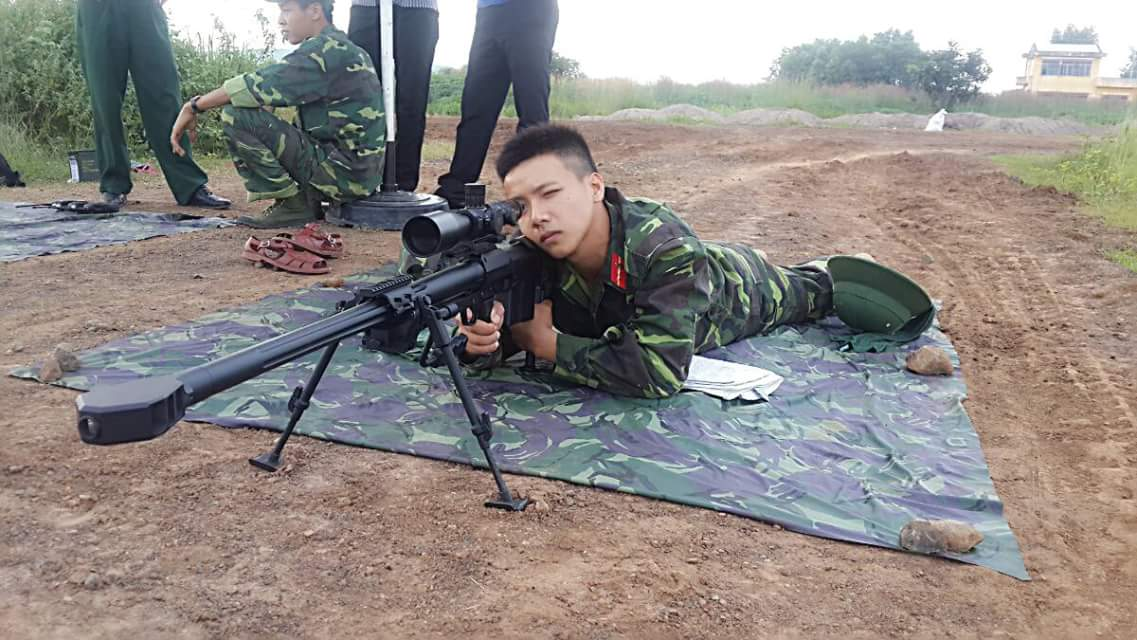
使用威爾克狙擊步槍的越南士兵

## 資料來源
1. 1 2  . world.guns.ru.   [2009-07-17]. （原始内容存档于2021-03-15）.
2. ↑  Altair – Zakupy Beryli i UKM-2000P （页面存档备份，存于）.

## 外部連結
- （英文）—Small Arms Review.com—WKW Wilk (Tor) （页面存档备份，存于）
- （英文）—Military elite—Sniper rifle Tor / WKW Wilk[永久]
- （俄文）—Описание крупнокалиберной снайперской винтовки WKW Wilk (Tor) на сайте sniper-weapon.ru （页面存档备份，存于）
- （简体中文）—D Boy Gun World（槍炮世界）—Wilk重型狙击步枪 （页面存档备份，存于）